# Modalidades textuales
Constituyen modalidades textuales o discursivas las distintas formas que escoge un ser humano para organizar el contenido de un texto o discurso oral o escrito.  Fundamentalmente son cuatro: exposición, argumentación, descripción y narración. Otros, incluyen una quinta, el diálogo.

## Concepto
Se trata de las maneras de organizar las palabras, dependiendo del objetivo que tenga el escritor

## Tipología

### Exposición
La exposición tiene por cometido explicar e informar. Analizar la información mediante la presentación de una idea. Por lo general se continúa con la valoración y el debate razonado correspondiente de las mismas. En contextos narrativos (por ejemplo, reales o históricos y literarios o ficticios), la exposición proporciona información básica para enseñar en el primer caso o entretener en el segundo. En otros contextos, por ejemplo, de comunicación técnica, su propósito es enseñar e informar. Emplea diferentes procedimientos retóricos tales como la clasificación, la comparación, el contraste, la analogía, la definición y el ejemplo. Su estructura suele ser temática: deductiva o analizante (que va de lo general a lo particular: tesis al principio, datos y especificaciones después), inductiva o sintetizante (de lo particular a lo general: datos y especificaciones al principio, tesis al final como conclusión) o encuadrada (tesis al principio, datos y demostraciones luego, y reformulación de la tesis al final). En los textos expositivos predomina la función representativa o referencial de la lengua, al estar orientada a proporcionar información. Su propósito es hacer saber, hacer comprender y aclarar, no convencer al interlocutor ni influir en él. Por ello se valora por cuatro valores: objetividad, neutralidad, verdad y profundidad. Puede ser divulgativa (destinada a un público amplio sin conocimientos específicos del tema) o especializada (destinada a personas ya instruidas en el asunto que trata la exposición).
Los géneros literarios de la exposición suelen ser también pragmáticos (informes, comunicados de prensa, noticias, recetarios, textos prescriptivos o de instrucciones, testamentos, artículos científicos, artículos de diccionario, tratados (con subgéneros como la enciclopedia, el manual y el libro de texto), las obras de referencia, las guías de usuario, las normas técnicas, los reglamentos, los diccionarios... 
Características lingüísticas:
1. Léxico especializado (tecnicismos y neologismos) con significado denotativo, sobre todo en exposiciones especializadas.
2. Predominan los verbos en presente del modo indicativo con valor gnómico o atemporal (objetividad / hechos de carácter universal).
3. Tendencia a la monosemia y a evitar términos ambiguos o polisémicos.
4. Uso de marcadores del discurso consecutivos, causales, finales, contrastivos, explicativos, ilativos.
5. En su sintaxis predomina la subordinación adjetiva y circunstancial. Son frecuentes las oraciones atributivas para definir conceptos y construcciones nominales. También encontramos oraciones coordinadas y yuxtapuestas, que hacen más ágil y comprensiva la lectura.
6. Al tender a la objetividad suele recurrir a verbos impersonales, a construcciones pasivas reflejas y a eliminar el sujeto hablante mediante plurales de modestia o sociativos.

### Argumentación
El propósito de la argumentación es persuadir o convencer demostrando la validez de una idea, criterio o punto de vista presentando un razonamiento lógico, discutiendo y argumentando y rebatiendo objeciones en contra para convencer a fondo al lector. Posee el objetivo adicional de instar o invitar al lector a tomar algún tipo de resolución o acción. 
La estructura de estos textos suele ser temática: exposición del tema, formulación de la tesis, enumeración de los argumentos, refutación de objeciones y conclusión.
Los géneros pragmáticos y literarios que engloba son los anuncios publicitarios, la reseña crítica o recensión, el ensayo, la crítica literaria, cinematográfica, teatral, deportiva, televisiva, musical o de cualquier otro tipo, el editorial, el artículo de opinión, la carta de solicitud de empleo, la carta de recomendación, las cartas al director, el discurso político, etcétera.
Otro tipo de texto persuasivo es la sátira, que emplea un humor crítico y corrosivo con el fin de hacer meditar sobre algún aspecto censurable de la vida o de la sociedad. Tal vez el ejemplo más famoso es Jonathan Swift Una modesta proposición.
Los argumentos que utiliza pueden ser fuertes (convincentes), débiles (no fidedignos), pertinentes (que se relacionan con el tema), irrelevantes (que no tienen nada que aportar), irrefutables (que no admiten réplica ni discusión) o falacias (argumentos sibilinos que en realidad son engaños y no son válidos) y de distintos tipos:
- Objetivos: datos, cifras, hechos verificables empíricamente.
- Ejemplificación: ejemplos, casos que apoyan la tesis.
- De autoridad: opinión de personas u organismos con prestigio o basadas en lo comúnmente aceptado por una comunidad.

### Descripción
El propósito de la descripción es presentar, inventar o pergeñar una persona, lugar, evento o sentimiento para que el lector pueda imaginar, por lo general de la forma más visual y concreta, cuanto se está presentando o describiendo. 
Como la descripción pone en evidencia la percepción o punto de vista que tiene el autor sobre lo que presenta o describe puede ser subjetiva, aunque también puede prescindir de su subjetividad y hacer una descripción objetiva. Por lo general recurre al orden de presentarlo a través de sus cinco sentidos, pero también puede adoptar una estructura temática: presentación del objeto, detalles, partes que lo forman, funciones, usos etc.
Géneros literarios que la utilizan son la ecfrasis, la hipotiposis, la prosopografía, la etopeya, el retrato, el paisaje, la topografía, la memoria, etcétera. En el diario suelen describirse los hechos a los que uno ha asistido. En la poesía lírica se suelen también describir sentimientos y vivencias.
Entre sus rasgos lingüísticos pueden enumerarse los siguientes:
1. Oraciones enunciativas atributivas y abundancia de sustantivos y adjetivos, así como de subordinadas adjetivas y construcciones preposicionales, sobre todo CC de tiempo, modo y lugar.
2. Los tiempos verbales dominantes son el presente o el pretérito imperfecto de indicativo
3. Para la descripción objetiva, que suele ser científica y especializada, suele usarse la 3.ª persona y adjetivos especificativos y descriptivos, y para la subjetiva, que suele ser literaria, la 1.ª persona y oraciones exclamativas.
4. Característica morfosintáctica de la descripción objetiva es el uso de adjetivos, presente atemporal y tecnicismos y de la descripción subjetiva el uso de adjetivos valorativos y recursos expresivos.

### Narración
El propósito de la narración es contar un hecho real o ficticio o una serie de ellos. A esta serie de hechos se la suele denominar trama o argumento. Estos hechos se disponen en forma de secuencia por lo general cronológica (planteamiento, desarrollo o nudo y desenlace) o lógica (condiciones, causas, consecuencias, dificultades, fines), pero los narradores que pretenden algo más que explicar los hechos suelen alterar el orden según una conveniencia pragmática o artística. Por ejemplo, los narradores hábiles suelen posponer el comienzo de la historia hasta después de que ya se ha captado y fijado la atención y el interés del público que escucha la historia, a fin de que puedan soportar que se les presenten los personajes y los marcos espaciotemporales (cronotopo) de la historia, que es lo menos atractivo de la misma y que suele ocupar más tiempo al principio. A este orden se le llama comienzo in medias res, o "mediadas las cosas". Junto a estos elementos, sobre todo si la narración es elaborada y compleja, es importante contar además con narrador, personajes y temas.
Los géneros literarios incluidos dentro de esta modalidad son la anécdota, la biografía y autobiografía, la epopeya, el cantar de gesta, la novela, el cuento o relato corto, el cuento folclórico, el mito, la historia, la historia oral, la leyenda, el romance...
Los recursos lingüísticos que esta modalidad selecciona suelen ser:
1. Para el relato de hechos: oraciones enunciativas y predicativas.
2. Para situar las acciones: perfecto simple, pretérito imperfecto y presente de indicativo; circunstanciales de tiempo y lugar.
3. Para el orden lógico de las acciones: subordinadas causales, finales, consecutivas y coordinadas copulativas.
4. Usan verbos de acción, movimiento y lengua.

### Diálogo
Un texto dialogado es una conversación oral o escrita entre dos o más personas. Por lo general consta de un hablante y un oyente que van alternando estos papeles. Se distribuye en "parlamentos" encabezados por un guion, o por el nombre de quien habla en versalitas (esto es, letras mayúsculas o capitales) si se trata de teatro, seguido por dos puntos. Y existen dos modalidades: el diálogo en estilo directo y el diálogo en estilo indirecto.
El género literario en que más se utiliza es en el teatro o género dramático (comedia, tragedia, tragicomedia, ópera, farsa...), en que se suele acompañar de acotaciones y apartes y en escenas, cuadros y actos; pero también se emplea en la entrevista periodística, en el debate... También se suele insertar dentro del texto narrativo, en novelas, seriales radiofónicos, cinematografía... Los registros idiomáticos indican el nivel de instrucción de las personas que intervienen en el diálogo: niveles culto, coloquial o vulgar.
Las características lingüísticas de los textos dialogados son las siguientes:
- 1. Referencias deícticas al tiempo y lugar donde ocurre la acción: adverbios de lugar y de tiempo y demostrativos (allí, hoy, mañana; éste, aquel, etc.)
- 2. Frecuentes pronombres en primera persona (el que habla, yo, me, mí, nosotros, nos) y en segunda persona (el que escucha: tú, te, ti, vosotros, os) y abandancia de anáfora y catáfora.
- 3. Frecuentes conectores (adición, explicación), es decir, aparecen muchas oraciones coordinadas copulativas, explicativas, además de causales, consecutivas...
- 4. Redundancias (repeticiones) frecuentes, por pleonasmo o intensificación de lo que se quiere decir: "Yo mismo lo vi", "entra adentro", "sube arriba", "ven aquí"). También se utilizan las muletillas ("o sea", "bueno") y giros coloquiales. Inversamente, se excluyen algunas palabras que solo se usan en la expresión escrita ("mas" = pero, por ejemplo)
- 5. Frecuentes elipsis, reflejada con puntos suspensivos o simplemente indicando que un interlocutor interrumpe a otro. Son frecuentes las frases sin terminar y los anacolutos (cambios de construcción en la frase que dejan la primera sin terminar).
- 6. La elipsis provoca frecuentes frases sin verbo y meros enunciados o frases nominales. Abundan las proformas y las exclamaciones. Las oraciones más frecuentes son simples, coordinadas, yuxtapuestas.
- 7. En el estilo indirecto abundan los verba dicendi o verbos de lengua que introducen el parlamento o el diálogo: "Dijo, expuso, protestó, comentó, preguntó, refirió..."
- 8. El tiempo verbal predominante es el presente ("hablan" de lo que está ocurriendo) y el pretérito perfecto compuesto ("he dicho": la acción ha terminado pero en un tiempo o espacio que no ha acabado para los que dialogan).
- 9. En el nivel fónico son muy frecuentes las oraciones exclamativas, interrogativas y todas las que expresan estados de ánimo (exclamativas) o necesidad de que el interlocutor aclare lo que está diciendo (interrogativas)
- 10. A veces se utilizan onomatopeyas ("¡ssshh!") o interjecciones (oh, eh, ah, psé, bah) o fórmulas de expresividad fonética para referirse a situaciones de silencio, sonidos de ambientes...